# كلانية

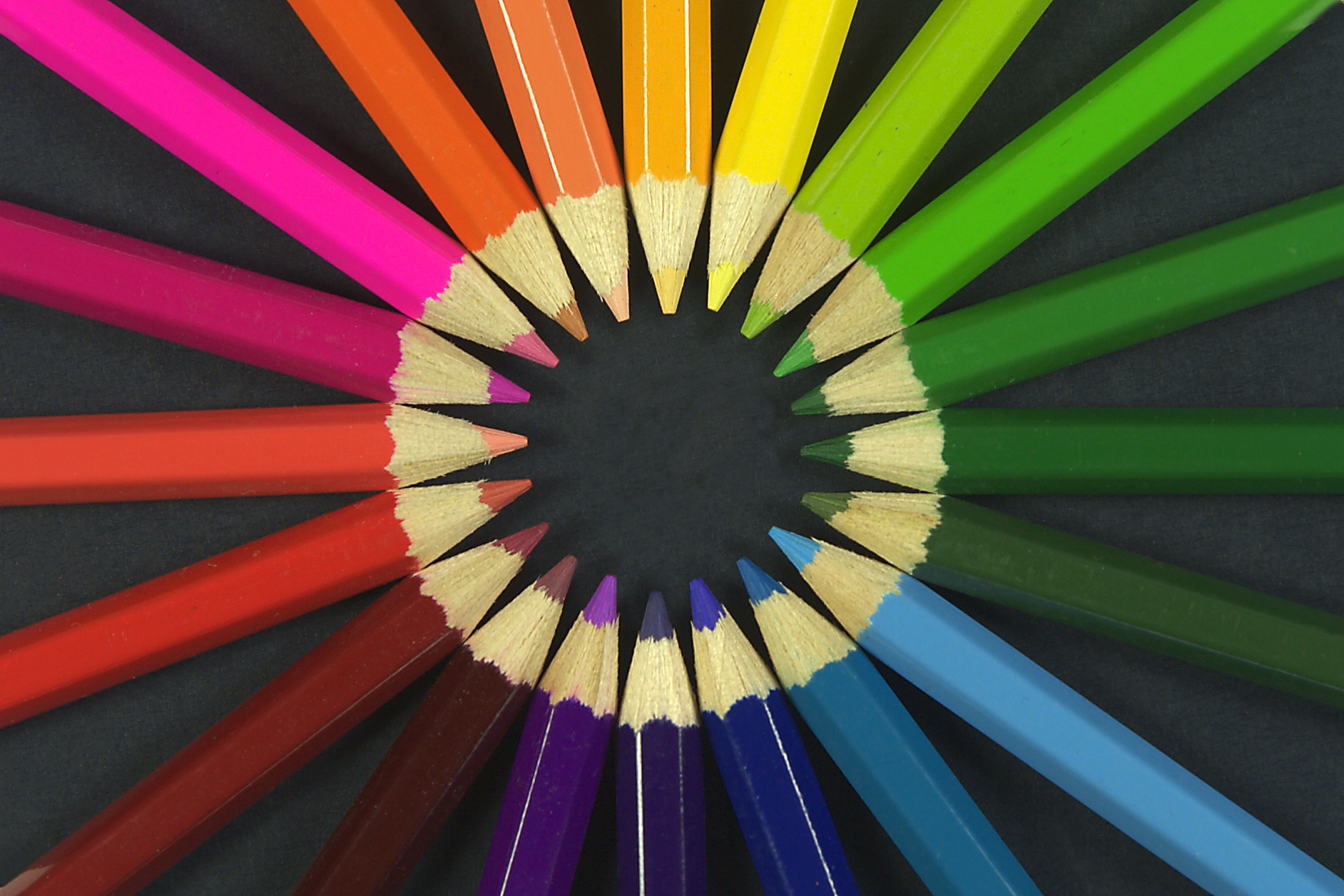

الكُلَّانِيَّةُ أو الكُلِّيِّةُ Holism ،
مأخوذة من الكلمة ὅλος holos، وهي كلمة من اللغة اليونانية تعني الكُلّ أو كامل أو تام أو إجمالي)، هي الفكرة القائلة بأن الأنظمة الطبيعية (المادية والبيولوجية والكيميائية والاجتماعية والاقتصادية والعقلية واللغوية وما إلى ذلك) وسماتها، يجب أن ينظر إليها على أنها متكاملة، وليس على أنها مجموعة من الأجزاء. وغالبًا ما يشتمل ذلك على وجهة النظر بأن الأنظمة تعمل بشكل ما كأنظمة متكاملة، وأن وظائفها لا يمكن فهمها بشكل كامل بصفة مفردة فيما يتعلق بالمكونات المكونة لها.
غالبًا ما يتم النظر إلى الاختزالية على أنها التعبير المضاد للكلانية. وتقضي الاختزالية في العلوم بأن النظام المعقد يمكن أن يتم شرحه من خلال الاختزال إلى المكونات الجوهرية الخاصة به. على سبيل المثال، يمكن اختزال عمليات البيولوجيا إلى الكيمياء، ويمكن شرح قوانين الكيمياء من خلال الفيزياء.
ويشرح عالم علم الاجتماع وعالم الفيزياء نيكولاي إيه كريستاكيس قائلاً «على مدار القرون الأخيرة القلية، كان المشروع الديكارتي في العلوم يحاول تقسيم الأمور إلى أجزاء صغيرة، في محاولة لفهمها. وهذا الأمر يؤتي ثماره، إلى حد ما... إلا أن إعادة الأشياء معًا مرة أخرى لفهمها معًا أمر أكثر صعوبة، وغالبًا ما يأتي في وقت لاحق في تطوير العلماء أو في تطوير العلوم.»

## في العلوم

### الحالة العلمية العامة
في النصف الثاني من القرن العشرين، أدت الكلانية إلى التفكير في الأنظمة ومشتقاتها، مثل علوم الفوضى والتعقد. وغالبًا ما تكون الأنظمة في البيولوجيا أو علم النفس أو علم الاجتماع معقدة للغاية لدرجة تصبح معها سلوكياتها، أو تبدو، «جديدة» أو «ناشئة»: ولا يمكن استنتاجها من سمات العناصر فقط.
وبالتالي، تم استخدام الكلانية كشعار. وقد ساهم ذلك في المقاومة التي واجهها التفسير العلمي للكلانية، والذي يصر على أنه توجد أسباب وجودية تمنع النماذج القابلة للاختزال بشكل مبدئي من توفير لوغاريتمات فعالة لتوقع سلوكيات النظام في فئات معينة من الأنظمة.
وتقضي الكلانية العلمية بأن سلوك النظام لا يمكن أن يتم توقعه بشكل مثالي، مهما كانت البيانات المتاحة كثيرة. ويمكن أن تنتج الأنظمة الطبيعية سلوكيات غير متوقعة بشكل مفاجئ، ومن المتوقع أن سلوكيات مثل هذه الأنظمة يمكن أن تكون غير قابلة للاختزال الحسابي، وهو ما يعني أنه قد لا يكون من الممكن حتى الاقتراب من حالة النظام بدون المحاكاة الكاملة لكل الأحداث التي تقع في هذا النظام. ويمكن التفكير في السمات الرئيسية لسلوكيات المستوى الأعلى لفئات معينة من الأنظمة من خلال «المفاجآت» النادرة في سلوكيات العناصر الخاصة بها بسبب مبدأ التواصل، وبالتالي تجنب التوقعات إلا عن طريق محاكاة القوة الغاشمة. وقد قام ستيفن ولفرام بتوفير أمثلة الخلايا ذاتية السلوك البسيطة، والتي يكون سلوكها في أغلب الحالات بسيطًا بشكل يتسم بالتساوي، ولكن في حالات نادرة، يكون غير متوقعًا بشكل كبير.
وتعد نظرية التعقيد (والتي يطلق عليها كذلك اسم «علم التعقيد»)، وريثًا معاصرًا للتفكير في الأنظمة. وهي تشتمل على المنهجيات الحسابية والكلانية والعلائقية تجاه فهم الأنظمة التكيفية المعقدة و، على وجه الخصوص في حالة تلك الأنظمة، الأساليب التي يمكن النظر إليها على أنها المعاكس المناقض لأساليب الاختزال. وقد تم اقتراح نظريات عامة للتعقيد، وقد نشأت العديد من مؤسسات وإدارات التعقيد في مختلف أرجاء العالم. ويمكن القول بأن معهد سانت في هو الأشهر بينها جميعها.